# Festival du cinéma américain de Deauville 2005
Le Festival du cinéma américain de Deauville 2005, la 31e édition du festival, s'est déroulé du 2 au 11 septembre 2005.

## Jury

### Jury de la sélection officielle
|  | Nom                               | Qualité                                      | Nationalité |
|  | --------------------------------- | -------------------------------------------- | ----------- |
|  | Alain Corneau (président du jury) | réalisateur et scénariste                    | France      |
|  | Christophe                        | chanteur                                     | France      |
|  | Enki Bilal                        | réalisateur, dessinateur et scénariste de BD | France      |
|  | Dominique Blanc                   | actrice                                      | France      |
|  | Romane Bohringer                  | actrice                                      | France      |
|  | Rachida Brakni                    | actrice                                      | France      |
|  | Melvil Poupaud                    | acteur                                       | France      |
|  | Dominik Moll                      | réalisateur et scénariste                    | France      |
|  | Brigitte Roüan                    | actrice et réalisatrice                      | France      |

## Sélection

### Film d'ouverture
- The Matador - même les tueurs ont besoin d'amis de Richard Shepard

### Film de clôture
- Collision de Paul Haggis

### En Compétition
- Pretty Persuasion de Marcos Siega
- Collision de Paul Haggis
- Keane de Lodge Kerrigan
- Edmond de Stuart Gordon
- The Ballad of Jack and Rose de Rebecca Miller
- Forty Shades of Blue d'Ira Sachs
- Girls in America de Lori Silverbush et Michael Skolnik
- Brick de Rian Johnson
- Reefer Madness: The Movie Musical d'Andy Fickman
- Transamerica de Duncan Tucker

### Hommages
- Ron Howard
- Forest Whitaker
- James Toback
- Robert Towne

## Palmarès
| Prix                               | Lauréat                                                                                      |
| ---------------------------------- | -------------------------------------------------------------------------------------------- |
| Grand prix                         | Collision de Paul Haggis                                                                     |
| Prix du jury ex aequo              | Girls in America de Lori Silverbush et Michael Skolnik ex aequo avec Keane de Lodge Kerrigan |
| Prix de la critique internationale | Keane de Lodge Kerrigan                                                                      |
| Prix Michel-d'Ornano               | La Petite Jérusalem de Karin Albou                                                           |